# محمدعلی قوچانی
محمدعلی قوچانی (۱۱۸۵-۱۲۹۴ه‍. ق) معروف به میرزا سنگلاخ از شاعران و عارفان و خوشنویسان دوره زندیه فتحعلی شاه و محمد شاه و ناصرالدین شاه قاجار است. او از اهالی خراسان و شهر قوچان بود و در خط نستعلیق استاد بود.
میرزا سنگلاخ تألیفاتی در زمینه خوشنویسی و آثار و احوال خوشنویسان دارد که بیش از همه چیز آوازه خود را مرهون همین تألیفات است. او کتابی بنام امتحان الفضلاء و تذکره خطاطان دارد که آن‌را در دو جلد به چاپ رساند و مجموعه‌ای از آثار خود را در کتابی بنام درج جواهر جمع کرد و بسال ۱۲۸۲ ه‍. ق به چاپ سربی در مصر به‌طبع رسانده‌است. سنگ بسم‌الله از دیگر آثار اوست که در سال ۱۲۷۰ در قاهره ایجاد کرده‌است و اکنون در موزه آذربایجان نگهداری می‌شود. دکتر مهدی بیانی به برخی از اطلاعاتی که او در تذکره خطاطان آورده ایرادهایی جدی وارد دانسته‌است.
وی در تمام عمر همسری برنگزید و مسافرت‌های بسیاری کرد. و بیش از بیست و پنج سال در کشورهای عثمانی و مصر بسر برد. او خود را «آفتاب خراسان» می‌نامید و زمین و زمان را بنده خود و شعر خود می‌خواسته‌است.
میرزا سنگلاخ در شب جمعه ۱۷ صفر ۱۲۹۴ ه‍. ق در سن نزدیک به یک صد و ده سالگی در تبریز فوت کرد و در همآن‌جا به‌خاک سپرده شد.